# Azteca ulei
Azteca ulei är en myrart som beskrevs av Auguste-Henri Forel 1904. Azteca ulei ingår i släktet Azteca och familjen myror.

## Underarter
Arten delas in i följande underarter:
- A. u. cordiae
- A. u. gagatina
- A. u. nigricornis
- A. u. rossi
- A. u. ulei